# Andriej Manannikow
Andriej Iwanowicz Manannikow, tadż. i ros. Андрей Иванович Мананников (ur. 5 sierpnia 1965 w Duszanbe, Tadżycka SRR) – tadżycki piłkarz pochodzenia rosyjskiego, grający na pozycji bramkarza, trener piłkarski. Posiada też obywatelstwo rosyjskie.

## Kariera piłkarska

### Kariera klubowa
W 1982 rozpoczął karierę piłkarską w klubie Pamiru Duszanbe. W 1986 został zaproszony do CSKA Moskwa, ale w następnym roku wrócił do Pamiru Duszanbe. Latem 1992 wyjechał do Rosji, gdzie został piłkarzem Zenitu Petersburg. W 1993 przeniósł się do Rotoru Wołgograd, dokąd na stałe sprowadził też swoją rodzinę. W 1994 nie występował, a w 1995 reaktywował swoje występy dołączając do Anży Machaczkała. W 1998 przeszedł do Mietałłurga Lipieck. W 2000 zasilił skład Dinama Petersburg, gdzie również przeniosła się rodzina. W 2002 odszedł do Siewierstali Czerepowiec. W 2003 zakończył karierę piłkarza w zespole Swietogoriec Swietogorsk.

### Kariera reprezentacyjna
W latach 1992–1996 bronił barw reprezentacji Tadżykistanu.

## Kariera trenerska
Po zakończeniu kariery piłkarza rozpoczął pracę szkoleniowca. Od kwietnia 2005 do 2006 pomagał trenować bramkarzy Spartaka Czelabińsk, który potem przeniósł się do Niżniego Nowogrodu. W 2006 pełnił obowiązki głównego trenera Spartaka. W 2007 został zaproszony do sztabu szkoleniowego klubu Mietałłurga Krasnojarsk. W 2008 pomagał trenować łotewski FK Rīga. Od 15 lipca do 19 października 2009 roku pracował w ukraińskim klubie Krymtepłycia Mołodiżne.

## Sukcesy i odznaczenia

### Sukcesy piłkarskie
Pamir Duszanbe
- mistrz Pierwoj Ligi ZSRR: 1988

Rotor Wołgograd
- wicemistrz Rosji: 1993

Dinamo Petersburg
- mistrz strefy Zachód Rosyjskiej Drugiej Dywizji: 2001

### Odznaczenia
- tytuł Mistrza Sportu ZSRR: 1985